# Chapelle Notre-Dame d'Andelot
La chapelle Notre-Dame d'Andelot est une petite église romane située à La Chapelle-d'Andelot, dans la commune de Vensat dans le département français du Puy-de-Dôme en région Auvergne-Rhône-Alpes.

## Localisation
La chapelle Notre-Dame ou la chapelle d'Andelot est située rue d'Andelot, au lieu-dit La Chapelle, au nord-ouest de la commune de Vensat.

## Historique
Au VIe siècle, Grégoire de Tours cite le domaine appartenant au gouverneur d'Auvergne Sigewald (domus Vindiciacensis) qui a un oratoire.
L'église est citée pour la première fois dans un terrier daté de l220. En 1293 l'établissement situé à 3 km de Vensat, est mentionné sous la forme prioré de Dandalau'. Au XIVe siècle il apparaît dans les textes la Capella d'Andalau et cité comme dépendance de l'abbaye de La Chaise-Dieu.
Toutes ces mentions sont postérieures à la construction de l'église. Aucun texte ne permet de préciser les conditions et la date de fondation du prieuré.
Au XVe siècle, les documents le présentent comme un prieuré-cure non conventuel placé sous le vocable de Notre-Dame à vocation essentiellement agricole pour fournir l'abbaye de La Chaise-Dieu.
Le prieuré est établi sur un fief relevant de la châtellenie de Gannat.  Sous l'ancien régime, le prieuré se trouvait en Bourbonnais et dépendait de l'élection, de la justice et de la châtellenie de Saint-Priest-d'Andelot, et au religieux du diocèse de Clermont.
Le prieuré est acheté au XVIIIe siècle par Joseph Ribauld de La Chapelle, receveur de ferme du roi à Gannat. Le clocher est abattu à la Révolution. Les quelques moines qui se trouvent dans le prieuré le quittent. L'église n'a pas été vendue comme bien national. L'église ne sert plus au culte depuis 1793. La commune de Vensat propriétaire de l'église constatant qu'elle se dégrade tous les jours et pouvant nécessiter des travaux importants décide de la vendre. Elle est acquise en 1844, ainsi que le cimetière attenant, par les sieurs Coutard, cultivateurs du hameau qui l'utilisent comme grange. Une porte charretière est percée dans le mur nord.
En 1847, l'église est revendue à la châtelaine voisine qui l'a restaurée et l'a rendue au culte. Les travaux de restauration semblent s'être limités à des embellissements comme les peintures murales du chœur. La propriétaire meurt en 1854 comme le montre la pierre tombale dans la chapelle au nom de Jean-Baptiste de la Chapelle et de son épouse Anne Souhaillet, bienfaitrice de l’Église. Les dispositions testamentaires réservent l'usage de l'église aux habitants du hameau. Mais cette disposition est contestée par les héritiers. À la fin du XIXe siècle et au début du XXe siècle, ceux-ci ont montré peu d'intérêt pour cette église située près de leur manoir qui la jouxte.
Le président de l’Académie des sciences, belles-lettres et arts de Clermont-Ferrand a alerté le ministère de l'Instruction Publique de l'état de l'église et obtenu en 1925 son classement malgré le refus du propriétaire. L'architecte en chef des monuments historiques Armand Guéritte a dirigé les restaurations les plus urgentes de l'église en 1926-1927. Une deuxième compagne se déroule en 1933. Aucune autre restauration n'a été faite jusqu'en 2022.

## Protection
L'église a été classée au titre des monuments historiques le 3 novembre 1925.

## Architecture
L'église se compose d'une nef de trois travées avec bas-côtés et d'une abside tréflée à trois chapelles voûtées en cul-de-four.